# Bombarďák (album)
Bombarďák je dvacátým čtvrtým studiovým albem české rockové skupiny Olympic. Album vyšlo 28. března 2025 u vydavatelství Supraphon.

## Seznam skladeb
Hudbu složil Petr Janda. Texty napsali Robert Kodym (1,5); Lukáš Koranda (2,4,9,10,11); Tomáš Zajíc (3); Petr Janda (6,7,8);  Ondřej Fencl (12). 
| Pořadí | Název             | Délka |
| ------ | ----------------- | ----- |
| 1.     | Bombarďák         | 4:12  |
| 2.     | Dřív než se setmí | 3:26  |
| 3.     | Heja, heja        | 3:02  |
| 4.     | Zatoulaná         | 2:56  |
| 5.     | Uřvaná Lilith     | 3:03  |
| 6.     | Jaro              | 3:45  |
| 7.     | Trpaslík          | 3:11  |
| 8.     | Byla má           | 3:57  |
| 9.     | Kdo se bojí       | 3:50  |
| 10.    | Anonym            | 3:27  |
| 11.    | A tak se neptám   | 3:30  |
| 12.    | Bílá hora         | 3:13  |

## Obsazení
- Petr Janda – kytara , zpěv   (Schecter, Gibson Les Paul, Hughes Kettner, Kemper)
- Milan Broum – basová kytara, sbory   (5 Strings Yamaha TRB5P, fretless 5 strings Ibanez Gary Willis, SVT Ampeg zesilovač a box)
- Martin Vajgl – bicí , sbory   (Mapex, Anatolian, Balbex, Aquarian)
- Pavel Březina – klávesy, sbory   (Korg Kronos, Korg Kronos 2 88, Roland System 8, Nord C1)